# Kabinet-Hertling
Dit artikel geeft een overzicht van het kabinet onder Georg von Hertling (2 december 1917 - 3 oktober 1918) in het Duitse Keizerrijk onder keizer Wilhelm II.
| Functie            | Persoon               | Van       | Tot       |
| ------------------ | --------------------- | --------- | --------- |
| Rijkskanselier     | Georg von Hertling    | 2-12-1917 | 3-10-1918 |
| Buitenlandse Zaken | Richard von Kühlmann  | 2-12-1917 | 9-7-1918  |
| Buitenlandse Zaken | Paul von Hintze       | 9-7-1918  | 3-10-1918 |
| Binnenlandse Zaken | Max Wallraf           | 2-12-1917 | 7-10-1918 |
| Financiën          | Siegried von Roedern  | 2-12-1917 | 5-10-1918 |
| Justitie           | Paul Georg von Krause | 2-12-1917 | 5-10-1918 |
| Marine             | Eduard von Capelle    | 2-12-1917 | 5-10-1918 |
| Post               | Otto Rudlin           | 2-12-1917 | 5-10-1918 |
| Koloniën           | Wilhelm Solf          | 2-12-1917 | 5-10-1918 |